# تركمان
التُّرْكُمَان (بالتركمانية: Türkmen)‏ (الجمع: Türkmenler) هم أحد الشعوب التركية يعيشون في تركمانستان وشمال شرق إيران وشمال غرب أفغانستان وفي شمال القوقاز خاصة في (كراي ستافروبول). يتكلمون اللغة التركمانية إحدى اللغات التركية التي بدورها فرع من اللغات الألطية. والتي تصنف على أنها جزء من الفرع الغربي (الأوغوز) من عائلة اللغات التركية جنباً إلى جنب مع التركية، الأذرية، القاشقائية، الغاغوز وسالارية. رغم ذلك، الشعب التركماني في العراق وسوريا ولبنان والدول العربية الأخرى (التركمان الغربيين) تربطهم علاقة وثيقة مع الشعب التركي والأذري أكثر من التركمان من تركمانستان وأفغانستان وإيران وآسيا الوسطى (تركمان الشرق).[بحاجة لمصدر]
هم مجموعة عرقية تركية موطنها آسيا الوسطى، وتعيش بشكل رئيسي في تركمانستان والمناطق الشمالية والشمالية الشرقية من إيران وأفغانستان. توجد مجموعات كبيرة من التركمان أيضًا في أوزبكستان وكازاخستان وشمال القوقاز (كراي ستافروبول). يتحدثون اللغة التركمانية، والتي تصنف على أنها جزء من فرع الأوغوز الشرقية للغات التركية. من أمثلة اللغات الأوغوزية الأخرى التركية والأذربيجانية والقشقائية والغاغاوزية والخراساني وسالار.
في أوائل العصور الوسطى، أطلق التركمان على أنفسهم اسم الأوغوز، وفي العصور الوسطى أخذوا الاسم العرقي - التركمان. في البيزنطية، ثم في المصادر الأوروبية، وبعد ذلك في التقليد الأمريكي، كان يُطلق على التركمان اسم التركمان، في بلدان الشرق الأدنى والأوسط - التركمان، وكذلك التركمان، تيريكيمي. في خاقانات الروس - توركمين؛ في دوقية موسكو - تورمان؛ وفي روسيا القيصرية - التركمان والتروكمان.
يُعتقد أيضًا أن السلاجقة والخوارزميين والقراقويونلويون والآق قويونلويون والعثمانيون والأفشاريون ينحدرون من القبائل التركمانية من القنق وبيغديلي وييفا وبايندر والقايي والأفشار على التوالي.

## أصل

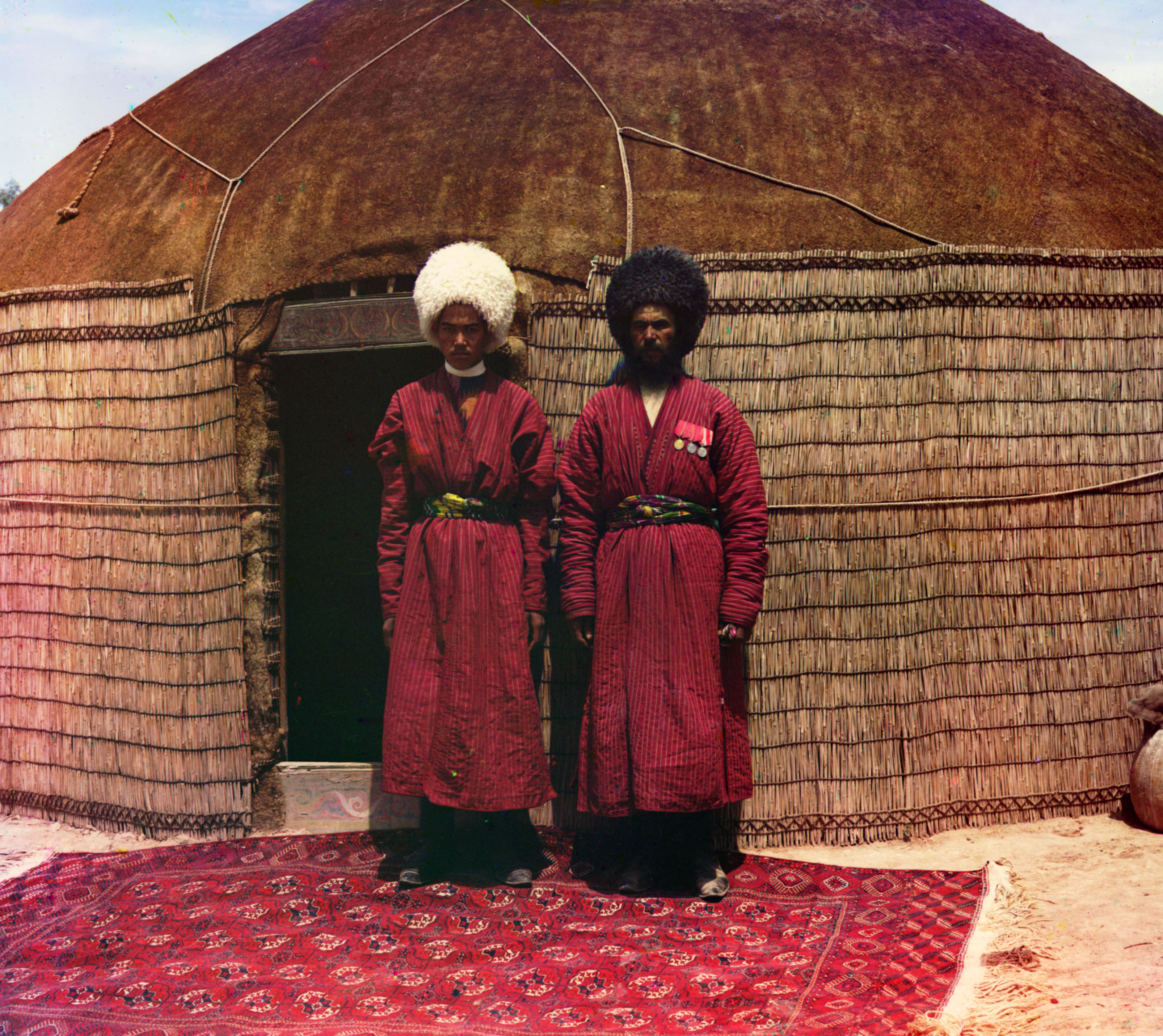
رجلان يقفان على سجادة أمام خيمة

استُخدم تعبير التركمان مرادفا للغز، ولعل هذا التعبير شاع وتعمم عندما بلغ السلاجقة الأوائل مبلغ القوة والسيادة. وردت لفظة التركمان في كتاب «تاريخ سيستان» لمؤلف مجهول من القرن الخامس. ويبدو أن هذا الكتاب ألف بأقلام ثلاث مؤلفين وفي ثلاث فترات. وأن كلمة التركمان لها علاقتها بدخول السلاجقة إلى منطقة سيستان وذلك عام 428هـ / 1026م، وهنا يقصد المؤلف بالتركمان جماعات السلاجقة.
وردت اللفظة في تاريخ ابن الفضل البهيقي (ت 470/ 1077) مع الإشارة إلى السلاجقة فيدعوهم المؤلف مرة بالتركمان وأحيانا فرق بينهم وبين السلاجقة. وكذلك يشير إليهم بالتركمان السلاجقة وفي مواضع أخرى يكتفي بالقول بالسلاجقة. ومن المحتمل أن المؤلف ميز مجموعة معينة من التركمان (الغز) قادهم من جماعات التركمان الآخرين الذين جاء قسم منهم قبل السلاجقة نحو جهة المغرب وآخرون تدفقوا نحو هذه البلاد بعد الحملات السلجوقية.
وفي كتاب «زين الأخبار» للغرديزي من القرن الخامس عشر (الحادي عشر) يسمى المؤلف جماعات السلاجقة بالتركمان فتجده يسمي جغري بك داود بـ«داود التركماني» ومرة أخرى يذكره «داود» مجرداً من أي لقب كما يسمي طغرل بك بـ«طغرل التركماني» أو طغرل وحده دون أن يلحق به لقباً ما، فيبدو أن هذا التعريف شاع بقيام السلاجقة الأوائل وأستخدم فيما بعد لدلالة على جميع قبائل الغز سواء كانوا أتباع السلاجقة أو غيرهم.
وهناك مؤلفون فرقوا بين التركمان والغز. ولعل سبب في ذلك كما يقول (مينورسكي): أن السلاجقة استحسنوا لأتباعهم تعريفاً معيناً ليميزوا أنفسهم من القبائل الغزية الأخرى الذين حملوا على مناطق الغرب قبل السلاجقة، كذلك ليميزوا أنفسهم من القبائل المناهضة لهم والقبائل التي ألقت فيما بعد القبض السلطان سنجر (513-552/1119-1157م) واحتفظت به أسيرا عندهم من 1153 إلى نهاية 1156م. كذلك ورد تعبير التركمان في كتاب مشهور تناول قبائل الترك، ذلك كتاب (طبائع الحيوان)، ألفه المروزي حوالي 514هـ /1120م وأطلق تعبير التركمان على الغز المسلمين فقط على أساس أنهم الترك الذين اعتنقوا الإسلام. وعندما اشتعلت الحرب بين المسلمين منهم وبين غير المسلمين انسحبت الجموع الأخيرة نحو منطقة خوارزم وهاجرت إلى منطقة (البجنك)، الأمر الذي دعا بالأستاذ مينورسكي إلى القول أن تعبير التركمان يطابق مع أسلمة الغز.
أما رشدين مؤرخ المغول فشرح هذه الواقعة عندما تدفقت جموع الغز إلى ما وراء النهر وسماهم التاجيك بالتركمان أي شبيهي الترك، وبالنسبة لمولف أخر أن الكلمة مشتقة من (تورك إيمان) أي الترك المؤمنين أو الأتراك الذين اعتنقوا الإسلام.
وفيما يتعلق بأصل الكلمة فقد ورد ذكر (تورك مانند) في كتاب محمود الكاشغري(ديوان لغات الترك) في القرن الخامس/الحادي عشر.
يقول E.Denison Ross نقلا عن فامبري: أن اسم التركمان مشتق من (تورك) كاسم علم تستخدمه البداة دائما عندما يتحدثون عن أنفسهم وأن (man) هو لاحق يعادل في الإنجليزية بـ (Ship) أو (Dom).
وأن أقرب تفسير محبذ لمينورسكي وهو أن «تورك – من» متشكل من لفظتين هما تورك زائدا (من) وتفيد كلمة (من) بالتركية البأس والشدة أو تعني (التعظيم).

## تاريخ
تم العثور على علامات عن مستوطنات في كافة أنحاء تركمانستان لهم حيث تم حفر المباني في العصر الحجري الحديث ويرجع تاريخها إلى الألفية قبل الميلاد 7. بحلول عام 2000 قبل الميلاد، بدأت مختلف الشعوب الإيرانية القديمة ليستقر في جميع أنحاء المنطقة كما يتضح من المكتشفات الأثرية في مجمع باكترا-مارجينا. شملت مبكرا قبائل ذات مكانة في ماساجت الرحل والسكوثيون. الإمبراطورية الأخمينية ضمت المنطقة من قبل القرن الرابع قبل الميلاد ومن ثم فقدت السيطرة على المنطقة بعد غزو الإسكندر الأكبر، كان تأثير الحضارة الهلنستية حاضرًا على المنطقة، ولقد نجا الكثير في بناء مدينة الذي تم اكتشافها في حفريات مخططات في (مرو). وقام البرنيون بغزو المنطقة وتأسست الإمبراطورية البارثية ولكنها انتهت نتيجة الغزوات القبلية الناجمة عن الشمال من الهون البيض، الهون، والغوكتورك. أخيرا حكمت الإمبراطورية الساسانية التي مقرها بلاد فارس قبل مجيء العرب المسلمين خلال الخلافة الأموية من قبل 716م. وقد تحول غالبية السكان إلى الإسلام. وجاء مقابل ذلك أن الأتراك الأوغوز أضفوا لغتهم على السكان المحليين. وقبيلة من الأوغوز وهم السلاجقة التي امتدت دولتهم من هندوكوش إلى الأناضول والشام والعراق، حيث انشأوا ثقافة تركية-إيرانية بلغت ذروتها في الإمبراطورية الخوازمية من القرن 12م. وبين عامي 1219-1221 غزت جحافل المغول بقيادة جنكيز خان المنطقة ودمر العديد من المدن مما أدى إلى انخفاض سريع ممن تبقى من السكان في المناطق الحضرية الإيرانية.
كما نجا التركمان إلى حد كبير خلال الفترة المغولية وترجع الزيادة إلى نمط الحياة شبه الرحل، وأصبح التجار على طول بحر قزوين، مما أدى إلى اتصالات مع أوروبا الشرقية. وبعد تراجع المغول، غزا تيمورلنك المنطقة، وكون له الإمبراطورية التيمورية، حتى أنها انهارت أيضا، كذلك الحال لما حدث للصفويين والأوزبك، وخانية خيوة المتنازع كل المنطقة.

## ثقافة ومجتمع

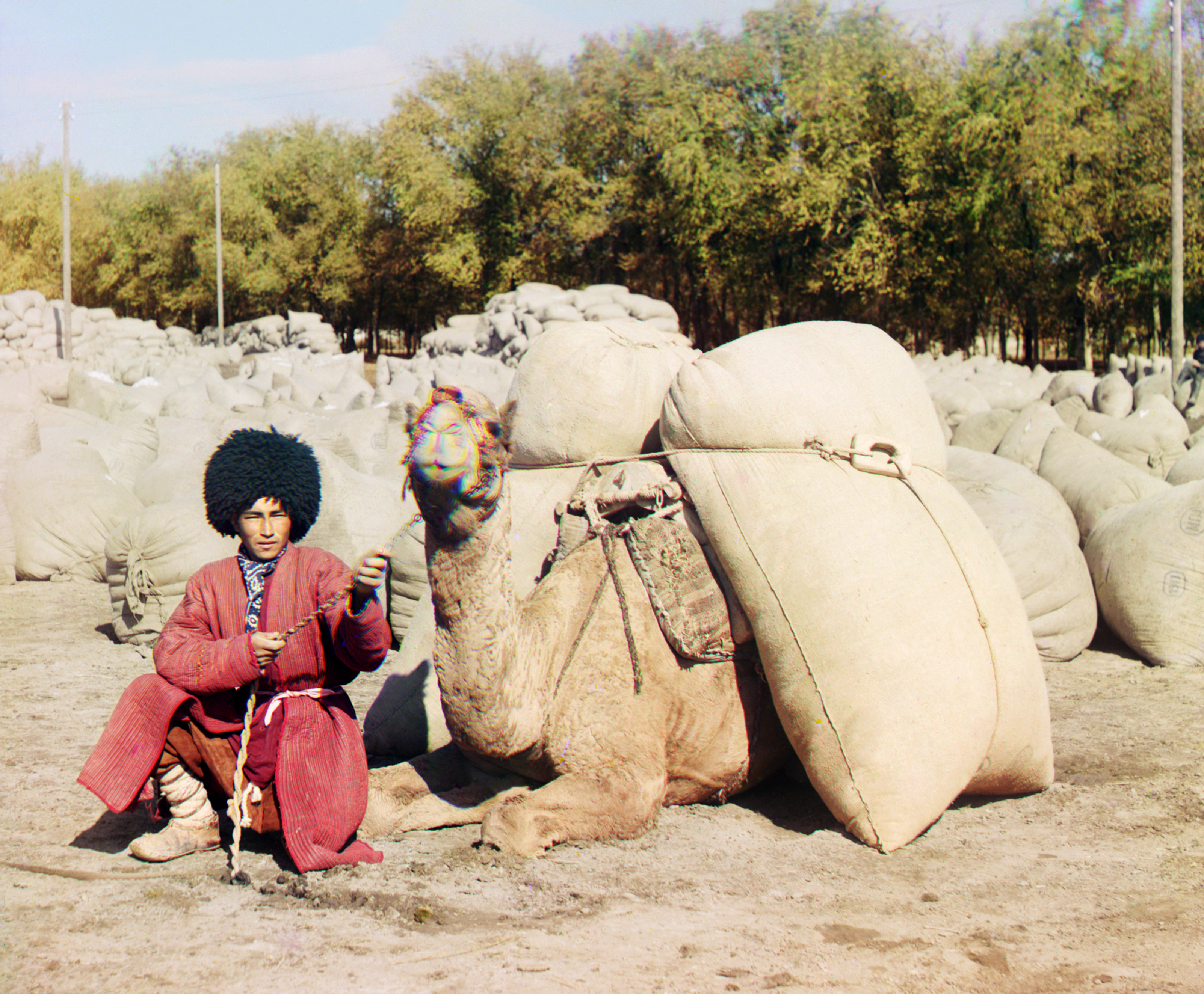
رجل تركماني مع جمل في آسيا الوسطى ما بين عامي 1905 و1915م

العديد من الميزات الثقافية قبل الاحتلال الروسي بقيت في المجتمع التركماني ومرت مؤخرا بنوع من الإحياء.
العديد من العادات العشائرية ما زالت باقية بين التركمان الحديثين.
تعكس موسيقى الشعب التركماني تقاليدِ شفهية، حيث ملاحم مثل كورجولو تغنى عادة مِن قِبل الشعراء المتجولينِ.

## مجتمع اليوم
منذ استقلالِ توركمنستان في 1991، أُعيد إحياء الثقافة التوركمنستانية في البلاد كإقامة احتفالِ النيروز في أول يوم من السنة. يُمْكِن أَنْ يُقسّم التركمان إلى طبقات اجتماعية مُخْتَلِفة بضمن ذلك المثقفين والعمال الحضريين الذين دورهم في المجتمعِ مختلف عن دور طبقةِ الفلاحين الريفيةِ. يتوزع القسم الأكبر من التركمان في الواحات بينما يوجد القسم الآخر في الصحراء. كما أن العلمانية والإلحاد بارزان لدى العديد من المثقفين التركمان.